# Ipotesi di Bernoulli
Nella Scienza delle Costruzioni l'ipotesi di Bernoulli o di Bernoulli-Navier è alla base dello studio delle travi inflesse.

Tale ipotesi suppone che durante l'inflessione della trave, le sezioni trasversali rimangano piane e normali alle fibre longitudinali deformate.

La teoria fu dimostrata esatta da de Saint Venant nella trazione semplice e nella flessione semplice, ed è confermata dall'esperienza. 

Quando invece la flessione è accompagnata dal taglio, che poi è il caso più comune, l'ipotesi non è più vera poiché per effetto delle tensioni tangenziali τ le fibre longitudinali della trave subiscono degli scorrimenti γ  legati alle corrispondenti tensioni tangenziali  dalla legge di Hooke: τ=Gγ (dove G rappresenta il modulo di elasticità tangenziale).

Poiché lungo la sezione retta le tensioni tangenziali variano, lo scorrimento risulta diverso per le diverse fibre.

Perciò le sezioni rette non possono conservarsi piane, ma diventano gobbe, in modo che le loro tracce si deformino secondo degli S.

L'influenza del taglio sul valore delle tensioni normali σ calcolate nell'ipotesi di flessione semplice, utilizzando la nota equazione di Navier, è funzione del rapporto altezza/lunghezza della trave.

Per altezza della trave piccola rispetto alla sua lunghezza, l'effetto del taglio è trascurabile e pertanto anche nel caso di travi soggette all'azione combinata di taglio e momento flettente, l'ipotesi di Bernoulli si può ritenere ancora valida. 

Nel caso di travi parete in cui altezza e lunghezza sono dello stesso ordine di grandezza l'ipotesi di Bernoulli non è più applicabile, ma in questo caso non sono più valide neanche le classiche formule della scienza delle costruzioni per il calcolo delle tensioni normali (equazione di Navier) e delle tensioni tangenziali (equazione di Jourawsky).
Nella letteratura anglosassone le strutture o le parti di strutture in cui è valida l'ipotesi di Bernoulli sono chiamate B regions, quelle in cui non è applicabile D regions.